# アソシアソン・ナヴァル・プリメイロ・デ・マイオ
アソシアソン・ナヴァル・プリメイロ・デ・マイオ（ポルトガル語：Associação Naval 1º de Maio）は、ポルトガル・フィゲイラ・ダ・フォズを本拠地としていたサッカークラブチーム。略称はナヴァル。1893年設立。2017年解散。

## 歴史
2005年に1部リーグ昇格を達成。2005–06シーズンは13位で終えた。2009–10シーズンは歴代最高成績となる8位で終えた。
2010–11シーズン終了後、2部に降格。

## 歴代監督
- カルロス・モーゼル 2011

## 歴代所属選手
- エンリケ・イラーリオ 1994-1995
- ナビル・バハ 2001-2004
- ケヴィン・ゴミス 2009-2011
- ヌーノ・フレシャウト 2011-2012